# Hydraena beyarslani
Hydraena beyarslani är en skalbaggsart som beskrevs av Manfred A. Jäch 1988. Hydraena beyarslani ingår i släktet Hydraena och familjen vattenbrynsbaggar. Inga underarter finns listade i Catalogue of Life.